# Cratere Galahad
Galahad è un cratere sulla superficie di Mimas.